# حيدر علي الفيض آبادي
حيدر علي بن محمد الفيض آبادي. رجل دين ومتكلم سني هندي، من فقهاء الحنفية، ومن تلامذة عبد العزيز الدهلوي. له تصانيف منها «إزالة الغين» تكملة لتفسير العزيزي لأستاذه الدهلوي، قال آغا بزرگ الطهراني: ألفه في دهلي في 27 مجلداً، و«منتهى الكلام» في الرد على الشيعة، قال إسماعيل باشا البغدادي: مجلدان ضخمان.